# Pyroelektrischer Sensor

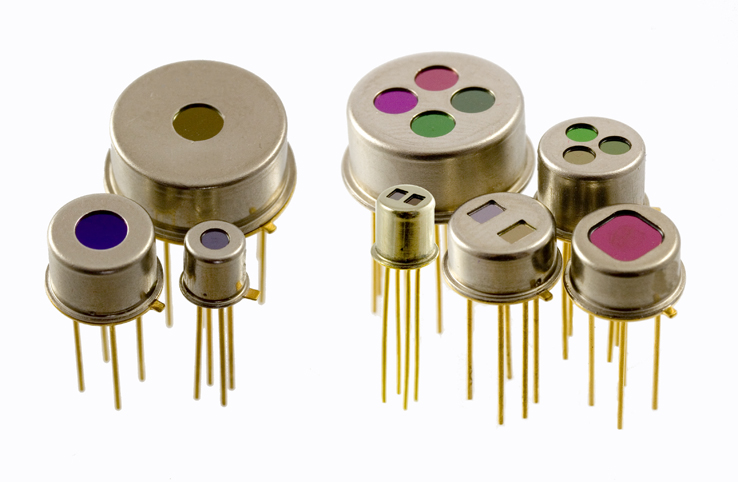
Verschiedene pyroelektrische Sensoren

Ein Pyroelektrischer Sensor, auch PIR-Sensor, englisch Pyroelectric Infrared Sensor und englisch Passive Infrared Sensor, ist ein Halbleitersensor, der zur Detektion von Temperaturänderungen dient. PIR-Sensoren beruhen auf der namensgebenden Pyroelektrizität, einer Eigenschaft einiger piezoelektrischer Halbleiterkristalle. Dabei führt eine Temperaturänderung ΔT zu einer messbaren Änderung der elektrischen Spannung. PIR-Sensoren reagieren nicht wie andere Temperatursensoren auf ein bestimmtes zeitlich konstantes Temperaturniveau, sondern nur auf die Veränderung der Temperatur.

## Anwendungen
PIR-Sensoren werden unter anderem bei Bewegungsmeldern eingesetzt, um die ausgestrahlte Wärmestrahlung, beispielsweise von Lebewesen wie den Menschen, auf einige Meter Entfernung zu detektieren. Damit können verschiedene Aktionen ausgelöst werden, beispielsweise das Aktivieren einer Beleuchtung oder das Auslösen einer Alarmmeldung. Weitere Anwendung ist die NDIR-Gasanalyse, als Sensor bei IR-Flammenmeldern und in Niedertemperatur-Pyrometern.

## Aufbau

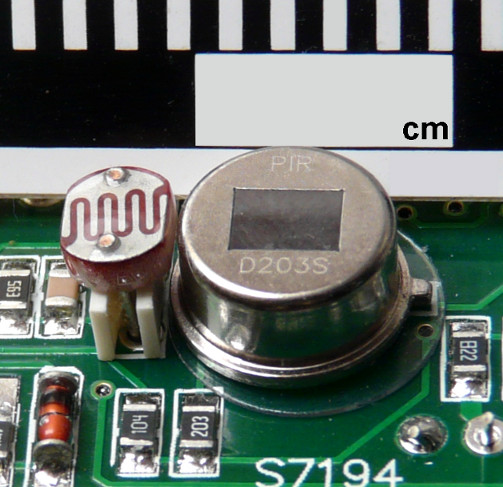
PIR-Sensor (schwarzes Rechteck, Typ D203) in einem Bewegungsmelder für eine Lampensteuerung neben einem Fotowiderstand zur Helligkeitsmessung

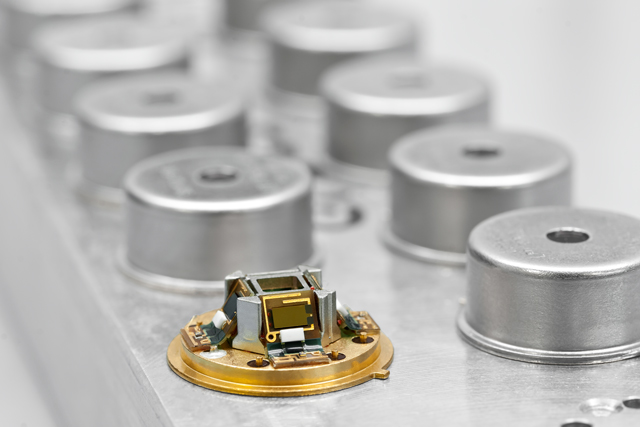
Ein offener und mehrere geschlossene pyroelektrische Infrarot-Detektoren mit integriertem Strahlteiler auf einer Fertigungsschiene

Das pyroelektrische Material ist ein dünner (< 40 µm) polarisierter Kristall. Um den pyroelektrischen Effekt nutzbar zu machen, müssen jeweils auf den  gegenüberliegenden Seiten Elektroden aufgebracht werden. Trifft Strahlung auf das pyroelektrische Material, wird diese absorbiert, der resultierende Temperaturunterschied ΔT bewirkt eine Veränderung der Polarisation des Kristalls: Die Veränderung der thermischen Strahlung ruft eine Änderung des elektrischen Potentials hervor. Mit Hilfe der aufgebrachten Elektroden kann das elektrische Signal über einen Verstärker mit hochohmigem Eingang – wie einem Ladungsverstärker – gemessen werden.
Handelsübliche PIR-Sensoren für Bewegungsmelder bestehen aus zwei benachbarten Sensorelementen mit den Maßen von 1 mm bis 2 mm. Die dabei eingesetzte Absorptionsbeschichtung weist im mittleren Infrarot bei Wellenlängen im Bereich von 5 µm bis 14 µm die höchste Empfindlichkeit auf. Die Sensoren werden üblicherweise in einem hermetisch dichten Transistorgehäuse,  etwa der Bauform TO-5, gemeinsam mit einer Vorverstärkerstufe in Form eines Sperrschicht-Feldeffekttransistors (JFET), untergebracht.
Über dem aktiven Sensorelement wird, zur Verbesserung der Detektion auf Veränderungen und der Reichweite, eine einfache Optik angebracht. Typisch ist eine sphärisch oder zylindrisch gewölbte Fresnel-Linse aus Kunststoff. Durch die Gestaltung dieser Linse kann zum einen der räumliche Wirkungsbereich des Sensors beeinflusst und auf die jeweilige Anwendung angepasst werden, zum anderen kommt es durch die Stufen der Fresnel-Linse in Kombination mit den zwei Sensorelementen zu einer räumlichen Auffächerung der Empfindlichkeitsbereiche, welche die Detektion von räumlichen Veränderungen von Wärmequellen durch steilere Übergänge verbessert. Die Fresnel-Linse kann zur Auffächerung in einzelne Sektorelemente und in mehrere Teillinsen unterteilt sein.
Durch die Auffächerung kommt es beim Durchgang eines gegenüber dem Hintergrund warmen Objektes im Erfassungsbereich des Sensors zu einer am Sensor verstärkten Temperaturänderung, da das warme Objekt durch die Linsen zunächst nur von einem Sensorelement erfasst wird. Bei weiterer Bewegung erfasst die Temperaturänderung das zweite Sensorelement, während gleichzeitig das erste Sensorelement das Objekt in der Erfassung verliert. Die beiden Sensorelemente sind dabei intern so verschaltet, dass ein Sensorelement einen positiven Spannungsimpuls erzeugt, das andere Sensorelement einen negativen Spannungsimpuls. Dadurch ist durch die Auffächerung die Signaländerung bei Bewegungen durch die Differenzbildung in etwa verdoppelt.
Elektrisch weisen PIR-Sensoren in Bewegungsmeldern drei Anschlüsse auf, welche zum Teil die Anschlüsse des integrierten Sperrschicht-Feldeffekttransistor in Drainschaltung markieren: S = Source, mit der Funktion des Ausgangs, D = Drain für den positiven Versorgunganschluss und G = GND als Masseanschluss. Mitunter wird der Anschluss G als Gate fehlinterpretiert. Das Gate liegt allerdings intern am eigentlichen Sensor und hat einen Widerstand zum Masseanschluss.
Bei PIR-Sensoren in Flammenmeldern sorgt die Flamme mit einer typischen Flackerfrequenz zwischen 1 Hz und 5 Hz wie beim Einsatz in Bewegungsmeldern ebenfalls für eine Modulation des Strahlungsflusses. In der NDIR-Gasanalyse findet die Modulation entweder elektrisch über das Ein- und Ausschalten der Strahlungsquelle oder mechanisch statt. Letzteres kann durch einen Klappspiegel, eine Klappblende oder einen Chopper realisiert sein. Die mechanische Modulation findet auch in der Pyrometrie ihren Einsatz.
Da mit pyroelektrischen Sensoren Temperaturänderungen detektiert werden, sind diese Sensoren praktisch wellenlängenunabhängig und können Strahlung beginnend von tiefer Ultraviolettstrahlung (Wellenlänge um 100 nm) über den sichtbaren und den infraroten Wellenlängenbereich bis hin zu Terahertzstrahlung mit 1 mm Wellenlänge detektieren. Voraussetzung hierfür ist, dass der pyroelektrische Kristall eine geeignete Absorptionsbeschichtung trägt. Wählt man für die Elektroden Materialien mit wellenlängenabhängigem Absorptionsgrad, wird eine gewisse Wellenlängenselektivität erreicht.